# Conferència de les Organitzacions Nacionalistes de les Colònies Portugueses
La Conferència de les Organitzacions Nacionalistes de les Colònies Portugueses (portuguès Conferência das Organizações Nacionalistas das Colónias Portuguesas) fou una organització per a la cooperació entre els moviments d'alliberament nacional a les colònies portugueses a Àfrica durant la Guerra colonial portuguesa.
La CONCP fou fundada el 18 d'abril de 1961 a Casablanca, Marroc pel PAIGC de Guinea Bissau i Cap Verd, el MPLA d'Angola, el FRELIMO de Moçambic i el MLSTP de São Tomé i Príncipe. La CONCP va substituir la Frente Revolucionária Africana para a Independência Nacional das colonias portuguesas (FRAIN), que havia estat fundat per Amílcar Cabral del PAIGC i el MPLA a Tunísia en 1960. El 1961 fou nomenat primer president l'angoleny Mário Pinto de Andrade (MPLA), qui va instal·lar la seu a Rabat (Marroc) fins a 1965, quan es va traslladar a Algèria. En 1965 celebrà la seva II Conferència a Dar es Salaam, on fou elegit president Eduardo Mondlane (FRELIMO). En 1969 Mondlane fou assassinat i el va substituir el nou cap del FRELIMO, Samora Machel.
En 1979 fou substituïda per Països Africans de Llengua Oficial Portuguesa (PALOP).